# قلعه شرگه
بقایای قلعه شرگه در شهرستان بانه، بخش مرکزی، دهستان شوی، روستای شرگه واقع شده و این اثر در تاریخ ۱۵ دی ۱۳۸۷ با شمارهٔ ثبت ۲۴۱۶۸ به‌عنوان یکی از آثار ملی ایران به ثبت رسیده است.